# James Rohleder
James Rohleder (Bremerhaven, RFA, 7 de abril de 1955) es un deportista alemán que compitió para la RFA en judo. Ganó una medalla de plata en el Campeonato Europeo de Judo de 1979 en la categoría de –65 kg.

## Palmarés internacional
| Campeonato Europeo | Campeonato Europeo | Campeonato Europeo | Campeonato Europeo |
| Año                | Lugar              | Medalla            | Categoría          |
| ------------------ | ------------------ | ------------------ | ------------------ |
| 1979               | Bruselas (Bélgica) | Medalla de plata   | –65 kg             |